# Скот Пруит
Едвард Скот Пруит  (9. мај 1968) амерички је адвокат и члан Републиканске странке из државе Оклахома,који је четрнаести председник агенције за заштиту животне средине (ЕППА).На ту позицију номиновао га је председник Доналд Трамп, а сенат Сјединјених Држава га је подржао .Постао је председник агенције за заштиту животне средине (ЕППА) 17. фебруара 2017. 
Пруит представљени Тулса и Вагонер округа у Оклахома Сената од 1998. до 2006. године. 
У 2010. години Прюитт је изабран за Генералног тужиоца Оклахоме. У овој улози, он се залаже против абортуса, права, истополних бракова, приступачне нега закони еколошких норми , како он себе назива "водећим противе ЕРА активиста дневног реда". у својој кампањи за Оклахома Генералног тужиоца, Прюитт добио великих предузећа и запослени доприносима кампање од фосилних горива, индустрије, узимају најмање $215,574 између 2010. и 2014. године, иако није имао конкуренцију за прошлу годину. Као Оклахома Генералне тужилаштво, Прюитт тужио агенција за заштиту животне средине најмање 14 пута у односу агенције акције. У 2012. години Прюитт био изабран за председника Републичке Асоцијације генералних тужилаца, и поново изабран на други мандат у фебруару 2013. године.